# Dry Creek Valley
Dry Creek Valley est une région viticole américaine, en anglais : American Viticultural Area, abrégé AVA, située dans le comté de Sonoma en Californie, au nord-ouest de la ville de Healdsburg. La vallée est formée par le cours d'eau Dry Creek (en), un affluent de la Russian River, et mesure environ 25,7 km de long et 3,2 km de large. L'appellation d'origine bénéficie de la proximité du lac Sonoma pour l'irrigation, dans cette zone relativement sèche.

## Histoire
Au début du XXe siècle, Dry Creek Valley était l'un des plus importants producteurs californiens de Zinfandel. Pendant la prohibition, une grande partie de la vallée a été convertie en pruniers, poiriers et pruneaux, et une grande partie des fruits était transformée par Sunsweet Growers (en) à Healdsburg. Depuis la reprise de la production de raisin de cuve, dans les années 1970, le Cabernet sauvignon et le Zinfandel sont devenus les cépages les plus plantés et la Dry Creek Valley AVA est devenue l'un des principaux producteurs de Zinfandel de l'État. Le Sauvignon blanc est devenu le cépage blanc le plus important, produit dans la vallée.

## Vignobles
Plus de 50 établissements vinicoles font partie de l’appellation Dry Creek Valley AVA, et plus de 160 établissements vinicoles produisent des vins qui portent la désignation Dry Creek Valley AVA. La Dry Creek Valley abrite la majorité des vignobles Sonoma (en) d'E & J Gallo Winery, qui a établi des installations vinicoles dans la vallée, au début des années 1990.

### Source de la traduction
- (en) Cet article est partiellement ou en totalité issu de l’article de Wikipédia en anglais intitulé « Dry Creek Valley AVA » (voir la liste des auteurs).